# Thurnham, Kent
Thurnham är en ort och civil parish i grevskapet Kent i sydöstra England. Orten ligger i distriktet Maidstone, cirka 5 kilometer nordost om Maidstone. Civil parishen hade 1 234 invånare vid folkräkningen år 2021.